# Julien Sanchez
Pour les articles homonymes, voir Sanchez.
Julien Sanchez, né le 19 octobre 1983 à Argenteuil (Val-d'Oise), est un homme politique français.
Il adhère en 2000 au parti d'extrême droite Front national (FN) – devenu Rassemblement national (RN) – et en devient vice-président en 2022.
En 2014, il est élu maire de Beaucaire (Gard) ; il est réélu en 2020. Il est également à partir de 2010 conseiller régional du Languedoc-Roussillon puis d’Occitanie, présidant pendant six ans le groupe RN au conseil régional.
Il devient député européen à l'issue des élections européennes de 2024 en France. La loi sur le cumul des mandats l'oblige alors à renoncer à ses mandats locaux exécutifs et à ne conserver qu'un seul mandat local.

## Origines et études
Julien Sanchez naît le 19 octobre 1983 à Argenteuil, dans le Val-d'Oise. Il est issu d'une famille de pieds-noirs d'origine espagnole ; son père est plombier et sa mère agente hospitalière.
Après avoir passé sa scolarité à Alès (Gard), il étudie en licence d'administration économique et sociale (AES) à l'université de Montpellier.

## Parcours politique

### Débuts
Julien Sanchez adhère au Front national en 2000, à l'âge de 16 ans,. Ses parents, engagés à la CGT, sont communistes et ses grands-parents « souverainistes ».
Il est repéré par Alain Jamet et par sa fille France, qui lui proposent en 2002 de travailler comme assistant du groupe FN au conseil régional du Languedoc-Roussillon. En 2004, Marine Le Pen l'engage comme assistant au conseil régional d'Île-de-France.
Quelques mois plus tard, Jean-Marie Le Pen lui propose de s’occuper de la stratégie internet du FN ; pendant sept ans, il contribue ainsi à dynamiser l’image de son parti politique, réalisant également des entretiens, reportages, émissions et suivant les principaux dirigeants du mouvement dans leurs déplacements. Il anime également pendant plusieurs années le blog hebdomadaire de Jean-Marie Le Pen. Qualifié de « communicant très habile » au sein du parti, il travaille au total pendant dix ans au service communication du FN.
Lors de la campagne présidentielle de 2012, Marine Le Pen lui confie une partie de ses relations presse puis les actions catégorielles du FN. Il continue en même temps à travailler pour Jean-Marie Le Pen, qu'il persiste à considérer comme un « modèle » après l'exclusion de celui-ci du parti.

### En Île-de-France
En 2006, Julien Sanchez est nommé responsable Front national de la 7e circonscription de Seine-et-Marne. Il se présente dans cette circonscription lors des élections législatives en 2007, à l'issue desquelles il recueille 5,3 % des suffrages exprimés. À l'occasion des élections cantonales de 2008, il obtient 10,7 % des voix dans le canton de Claye-Souilly.
Il adopte plusieurs prises de position qui rencontrent un certain écho en Île-de-France. Ainsi, en 2009, il monte une polémique pour faire croire à un souhait du maire PS de Chelles, Jean-Paul Planchou, d'implanter une école islamique sur un terrain public.

### Implantation dans le Gard

#### Conseiller régional

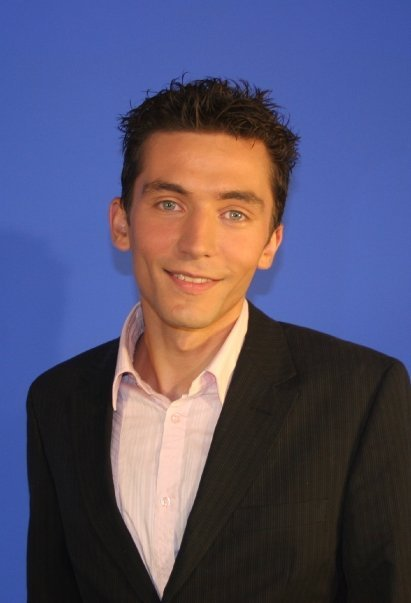
Julien Sanchez en 2007.

En 2010, il est élu sur la liste de France Jamet au conseil régional du Languedoc-Roussillon, dont il devient le benjamin,.
Lors des élections cantonales de 2011, il obtient 42,8 % des suffrages au second tour dans le canton de Nîmes-5, où il est battu par le candidat UMP sortant, Franck Proust,.
Il est condamné en février 2013 par le tribunal correctionnel de Nîmes en tant que directeur de publication à 4000 euros d’amende de dommages et intérêts, dont 1000 avec sursis pour provocation à la discrimination raciale pour avoir laissé en pleine campagne électorale des utilisateurs poster publiquement sur son mur Facebook des commentaires à caractère raciste. Ces posts visaient notamment les musulmans et la compagne de Franck Proust, Leila Tella. Julien Sanchez interjette alors appel. La décision est confirmée en appel en octobre 2013 avec une amende réduite à 3000 euros puis un pourvoi en cassation est rejeté en mars 2015. Julien Sanchez dépose alors une requête à la Cour Européenne des Droits de l’Homme qui la rejette en septembre 2021 estimant qu’il n’y a pas eu d’atteinte à la liberté d’expression. Il fait une nouvelle fois appel auprès de cette instance européenne, appel rejeté en mai 2023 pour les mêmes raisons.
Candidat aux élections législatives de 2012 dans la première circonscription du Gard, il se qualifie au second tour pour une triangulaire, à l'issue de laquelle il termine à la troisième place, avec 23,8 %, derrière Françoise Dumas et le député sortant Yvan Lachaud.
À l'occasion des élections régionales de 2015, il est élu au conseil régional d'Occitanie sur la liste de Louis Aliot dans le Gard. En septembre 2017, à la suite de l'entrée de France Jamet au Parlement européen, il est élu président du groupe Front national – Rassemblement bleu Marine au conseil régional.
En vue des élections régionales de 2021, Jean-Paul Garraud, ancien élu Les Républicains soutenu par Louis Aliot, est choisi comme tête de liste du Rassemblement national en Occitanie au détriment de Julien Sanchez, pourtant président du groupe au conseil régional. Cette décision suscite la désapprobation d’élus du parti, qui écrivent à Marine Le Pen pour lui demander de revenir sur ce choix s'inscrivant dans sa stratégie de « recentrage ». Alors que le RN obtient au second tour douze points de moins qu’en 2015, Julien Sanchez, tête de liste dans le Gard, est réélu à l’assemblée régionale et prend la première vice-présidence du groupe Rassemblement national. Il retrouve la tête du groupe en 2022.
En juillet 2024, après son élection au Parlement européen, il remet son mandat et se voit remplacé par une ancienne adjointe à la mairie de Beaucaire, Viviane Tisseur.

### Maire de Beaucaire (2014 - 2024)
Lors des élections municipales de 2014 à Beaucaire, la liste qu'il conduit arrive en tête du second tour dans le cadre d'une quadrangulaire, avec 39,8 % des voix exprimées. Il est élu maire de Beaucaire par le nouveau conseil municipal et devient vice-président de la communauté de communes Beaucaire Terre d'Argence. Il démissionne quelques semaines plus tard de toute fonction professionnelle rémunérée pour se consacrer à ses mandats électifs, comme il s’y était engagé au cours de la campagne.
Il prend comme directeur de cabinet Yoann Gillet, autre responsable du FN dans le Gard. Après avoir gelé les embauches à la mairie dans le but de réaliser des économies, il recrute des contractuels, dont Damien Rieu, porte-parole du mouvement d'extrême droite Génération identitaire, au poste nouvellement créé de directeur adjoint de la communication de la ville,.
Candidat à un second mandat, la liste qu'il conduit l’emporte au premier tour de scrutin avec 59,5 % des voix, face à trois autres listes, le 15 mars 2020.
Il est notamment en conflit avec la présidente socialiste du conseil régional d'Occitanie, Carole Delga, pour obtenir la rénovation de la gare de Beaucaire et l'ouverture d'un lycée général dans la commune.

#### Décisions prises pour la ville
Il augmente les effectifs de la police municipale, prive de subventions un foyer socio-culturel (la « Maison du vivre ensemble »), stoppe les impayés dans les cantines scolaires de la ville, augmente la durée hebdomadaire de travail pour les agents municipaux à 36 heures et 36 minutes et réduit à un euro la prime de fin d'année pour les agents municipaux absents plus de vingt jours par an.
Dans son rapport de 2020 sur le premier mandat de Julien Sanchez, la chambre régionale des comptes d'Occitanie note globalement une bonne situation financière (augmentation de la capacité d’autofinancement) mais pointe, d'après les termes de Libération, des « défaillances en série », une « gestion hasardeuse », des « recrutements irréguliers », des « rémunérations anormales en heures supplémentaires », une « absence de stratégie RH » et un « budget en communication disproportionné ». Libération indique en 2023 que « la mairie accumule les factures impayées, parfois pour des sommes modiques » et que « des prestataires et des fournisseurs s'impatientent ». De son côté, le maire fait état d'une situation budgétaire rétablie, de la rénovation d'écoles et du projet Sud Canal prévoyant 300 logements neufs.

### Député européen (2024 - présent)
Il figure en dix-septième sur la liste RN conduite par Jordan Bardella aux élections européennes de 2024 en France. Alors qu'il avait été symboliquement investi en dernière position lors des élections européennes précédentes, sa présence en position éligible est considérée comme une surprise.
La liste ayant obtenu trente sièges, Julien Sanchez est élu au Parlement européen. Il doit alors quitter ses responsabilités locales en raison de la loi sur le non-cumul des mandats.
Membre du groupe récemment créé Patriotes pour l'Europe (PfE), il siège aux commissions des Budgets et du Contrôle budgétaire.

## Responsabilités au RN
Julien Sanchez est membre du comité central du Front national puis du Rassemblent national depuis 2007, délégué national et présentateur des grandes manifestations du Front national (congrès, conventions, universités d’été, 1er mai).
En 2016, Marine Le Pen le nomme membre de son conseil stratégique pour l'élection présidentielle aux côtés d'une trentaine de cadres nationaux du Front national. Il est ensuite porte-parole de la campagne du FN aux élections législatives de 2017. Après le départ de Florian Philippot du FN, en septembre 2017, il est nommé porte-parole du parti, aux côtés de Sébastien Chenu et Jordan Bardella.
À l'occasion du XVIe congrès du Front national en 2018, Julien Sanchez, déjà membre du bureau national du Front national, est réélu par les adhérents au conseil national (ex-comité central), passant de la 15e (en 2014) à la 6e position.
En 2022, il est le suppléant de Yoann Gillet, élu député de la 1re circonscription du Gard face à Françoise Dumas, candidate de la majorité présidentielle.
Il soutient la candidature de Jordan Bardella au congrès de 2022, qui vise à désigner le successeur de Marine Le Pen à la tête du parti. Après la victoire de Bardella, Julien Sanchez devient vice-président du RN chargé des élus.
En 2025, il est désigné par le RN comme superviseur des investitures du parti pour les élections municipales de 2026. Selon Blast, sa collaboratrice au Parlement européen, Rachel Sembah, devrait être la tête de liste du RN pour ravir la mairie de Nîmes.

## Controverses

### Changements de noms de rue à Beaucaire
En 2015, il débaptise la rue du 19-Mars-1962 en la remplaçant par la rue du 5-Juillet-1962, en référence au massacre d'Oran. Un an plus tard, il choisit de nommer une rue circulaire de la commune « rue du Brexit »,.

### Mesures contre les magasins ouverts la nuit
En 2016, il lui est reproché d'avoir pris des « mesures discriminatoires » en interdisant l'ouverture de magasins la nuit, mais la justice le relaxe l'année suivante de faits de discrimination.

### Porc obligatoire le lundi dans les cantines municipales
En 2018, il annonce que les cantines scolaires municipales des écoles primaires serviront du porc tous les lundis sans menus de substitution. En octobre 2023, le Conseil d'État le somme de les rétablir. Après avoir réitéré son refus auprès de l'AFP, l'édile finit par se plier à cette décision.

### Gestion sociale brutale de la ville
Un audit de 2020 sur la gestion sociale de la municipalité pointe des « comportements brutaux ou destructeurs », un « sous-effectif », un « manque de moyens humains » et une « surcharge de temps de travail », mal-être entraînant des départs en cascades et une explosion des jours d'absences (+150 %) ; des employés auraient été injuriés, y compris par des membres de l'entourage du maire,.

### Recours juridiques multipliés
Julien Sanchez multiplie les recours juridiques durant ses mandats. En 2023, les frais de contentieux bondissent de 50 % depuis 2014, soit 253 000 euros en total de frais d'avocat.

## Détail des mandats et fonctions

### Au Parlement européen
- Depuis le 16 juillet 2024 : député européen

### Mandats locaux
- 26 mars 2010 – 15 juillet 2024 : conseiller régional de Languedoc-Roussillon puis d'Occitanie (à partir du 1er janvier 2016)
- 5 avril 2014 – 22 juillet 2024 : maire de Beaucaire
- 15 avril 2014 – 22 juillet 2024 : vice-président de la communauté de communes Beaucaire Terre d'Argence
- 15 septembre 2017 – 2 juillet 2021 ; 27 juin 2022 – 15 juillet 2024 : président du groupe Front national puis Rassemblement national au conseil régional d'Occitanie

### Fonctions politiques
- 21 septembre 2017 – 5 novembre 2022 : porte-parole du Front national (FN) puis du Rassemblement national (RN)
- Depuis le 11 mars 2018 : membre du bureau national du FN puis du RN
- Depuis le 5 novembre 2022 : vice-président du RN, chargé des élus